# Ialma
Ialma est un groupe de folk, originaire de Belgique, composé de quatre chanteuses espagnoles. Les chanteuses s'expriment en galicien et d'autres langues.

## Histoire
Le nom du groupe signifie vient du mot galicien alma qui signifie « âme ». Ialma publie un premier album l'année de sa formation, Palabras darei, en 2000. Ialma réalise le projet La Paloma Negra avec Kadril en 2002, une fusion de chansons et de danses flamandes et galico-espagnoles. En 2004, la musique est publiée sur un double CD, mais avec des voix du groupe belge et galicien Alumea. En 2008, le groupe réalise la performance Cem Voltas, qui tourne principalement autour de la danse, Des danseurs de différents styles de danse (hip-hop, tango, etc.) collaborent à la performance.
Le groupe sort son dernier album en date, Camiño, en 2016 au label Home Records, et est dans son ensemble bien accueilli par la presse spécialisée,. Pour Bruzz.be, « ce nouvel album reflète le pèlerinage musical des chanteuses d'Ialma, un bout de chemin entre la Galice, leur région d'origine, et la diversité, représentée par la ville de Bruxelles où elles ont grandi. »

## Style musical
Les cantareiras (« chanteurs » en galicien), Magali, Marisol, Natalia, Nuria et Verónica, résident à Bruxelles. Elles gardent un lien vital avec la Galice, leur patrie et principale source d'inspiration artistique. Elles mêlent chants traditionnels, compositions personnelles et nouvelles versions de thèmes actuels, en les adaptant à leur style musical. Outre ses propres morceaux, le groupe interprète principalement des chansons traditionnelles galiciennes, mais a également fait, par exemple, une reprise de la chanson Under the Bridge. De plus en plus d'influences de musiques du monde apparaissent sur les albums suivants.

## Discographie
- 2000 : Palabras darei
- 2002 : Marmuladas
- 2007 : Nova Era
- 2011 : Simbiose
- 2016 : Camiño